# Miandrivazo
Miandrivazo je mesto in občina (malagaško kaominina) na Madagaskarju. Leži ob reki Mahajilo in spada v okrožje Miandrivazo, ki je del regije Menabe. Po popisu leta 2001 je v občini živelo 107.544 prebivalcev.
Miandrivazo je povezan z lokalnim letališčem. Poleg osnovne šole mesto ponuja srednješolsko izobraževanje na nižji in višji stopnji. Mesto ima stalno sodišče in bolnišnico in pošto, ima pa tudi zdravstveni dom in dnevno tržnico, pri občinski stavbi pa je tudi taksi postajališče. Občino prečka državna avtocesta.
15 odstotkov prebivalstva je izjemno revnih. 25 odstotkov prebivalstva velja za revnega, 20 odstotkov prebivalstva velja za bogate. 40 odstotkov prebivalcev ima povprečen življenjski standard.

## Reke
Mesto Miandrivazo leži ob reki Mahajilo, ki nastane v sotočju rek Mania in Tsiribihina. Več ponudnikov iz Miandrivaza na tej reki organizira rafting izlete.

## Kmetijstvo
Miandrivazo je središče proizvodnje tobaka na Madagaskarju.
Večina 80 % prebivalcev občine je kmetov, dodatnih 5 % pa se preživlja z živinorejo. Najpomembnejši pridelek je riž, druga pomembna proizvoda pa sta fižol in koruza. Storitve zagotavljajo zaposlitev za 10 % prebivalstva. Poleg tega ribištvo zaposluje 5 % prebivalstva.